# Капп, Александр
Александр Капп (нем. Alexander Kapp; 28 ноября 1799, Людвигштадт — 9 октября 1869, Цюрих) — немецкий педагог. Брат Эрнста и Фридриха Каппов.
Изучал классическую филологию. С 1821 г. преподавал древние языки в гимназии в Хамме, затем в Вюрцбургском университете, в гимназии в Миндене, в 1832—1849 гг. директор гимназии в Сусте. Потеряв своё место в связи с реакционными тенденциями в германской системе образования, некоторое время жил в Дармштадте, а затем переехал в Швейцарию, получил швейцарское гражданство. Преподавал в Цюрихском политехническом институте, основал также собственное воспитательное заведение для девушек.
Основные труды Каппа связаны с изучением педагогических взглядов древнегреческих классиков и приложением этих взглядов к текущим задачам педагогики: этим темам посвящены его монографии «Учение о воспитании у Платона» (нем. Platon's Erziehungslehre, als Pädagogik für die Einzelnen und als Staatspädagogik; 1833), «Государственная педагогика Аристотеля» (нем. Aristoteles' Staatspädagogik als Erziehungslehre für den Staat und die Einzelnen; 1837) и «Введение в гимназическую педагогику» (нем. Einleitung der Gymnasialpädagogik; 1841). В первой из этих книг, удостоенной в Пруссии Большой государственной медали искусства и науки, Капп ввёл понятие андрагогики — педагогики для взрослых, со специфическими задачами и методами. Опубликовал также учебник красноречия (нем. Der deutsche Redekunst; 1848).